# Lorena (Brasile)
Lorena è un comune del Brasile nello Stato di San Paolo, parte della mesoregione della Vale do Paraíba Paulista e della microregione di Guaratinguetá.
La città di Lorena si trova sulla "Dutra" che collega Sao Paulo a Rio De Janeiro, la principale arteria del Brasile.
Grazie alla sua posizione strategica, la sua popolazione è sensibilmente aumentata e vi hanno trovato sede molti stabilimenti di industria e di commercio.
La sua popolazione è prevalentemente bianca.